# Safaridsko Carstvo
Safaridsko Carstvo (perz. سلسله صفاریان) je naziv za iransku državu koja je od 9. do 11. stoljeća obuhvaćala jugoistok današnjeg Irana, jugozapadni Afganistan i sjeverozapadni Pakistan. Dinastija Safavida nazvana je po njenom osnivaču Jakubu Laithu Safariju, čovjeku skromne obiteljske pozadine koji je karijeru započeo kao kovač bakra (perz. ṣaffār), a potom je krenuo u ratničke vode. U početku vojne karijere osvojio je regiju Sistan, a potom je proširio vlast na veći dio Iranske visoravni prilikom čega je palo i iransko Tahiridsko Carstvo. Vladao je iz Zarandža u današnjem Afganistanu, a kraj vojne karijere obilježio je poraz protiv Abasida u bitci kraj Bagdada. Moć Safaridskog Carstva nije potrajala dugo nakon njegove smrti; njegov brat i nasljednik Amr bin Laith poražen je 900. godine u bitci protiv Ismaila Samanija, nakon čega je bio prisiljen predati kontrolu nad većinom teritorija. Safaridi su kratko nastavili vladati kao samanidski vazali, te su konačno 1003. godine potpuno politički apsorbirani u Gaznavidsko Carstvo.